# 柳亭金車
柳亭 金車（りゅうてい きんしゃ、1941年9月14日 - ）は、東京都江東区亀戸出身の落語家、キックボクシングリングアナウンサー。落語協会所属。本名∶宮崎 悦男。出囃子は『鶴亀』。

## 経歴
法政大学経済学部卒業。
1964年6月に五代目柳家小さんに入門、前座名は「小丸」。
1968年5月、柳家とんぼ、桂楽之助と共に二ツ目昇進。
1978年3月、三遊亭圓丈と共に真打に昇進し、「金車」に改名。

## 芸歴
- 1964年6月 - 五代目柳家小さんに入門、前座名は「小丸」。
- 1968年5月 - 二ツ目昇進。
- 1978年3月 - 真打昇進、「金車」に改名。

## 人物
古典落語だけではなく、「安全落語」「経営落語」なども演じている。
寄席には基本出演していない。

## 受賞
- 1975年 第4回 NHK新人落語コンクール 最優秀賞「たがや」

## 活動
以下の興行のリングアナウンサーを務める。
- 日本キックボクシング協会（TBS放送時代）
- 日本プロキックボクシング連盟（2009年8月現在）